# Billycock Hill
Der Billycock Hill ist ein abgerundeter, eisbedeckter und 1630 m hoher Hügel an der Fallières-Küste des Grahamlands auf der Antarktischen Halbinsel. Er ragt 180 m über das ihn umgebende Eisplateau hinaus und liegt unmittelbar nördlich des Kopfendes des Neny-Gletschers.
Zuerst kartierten ihn Teilnehmer der United States Antarctic Service Expedition (1939–1941). Der Falkland Islands Dependencies Survey nahm im Jahr 1946 eine neuerliche Vermessung vor und benannte den Hügel nach seiner Ähnlichkeit mit einer Melone (englisch billycock hat).